# Streifenleitung

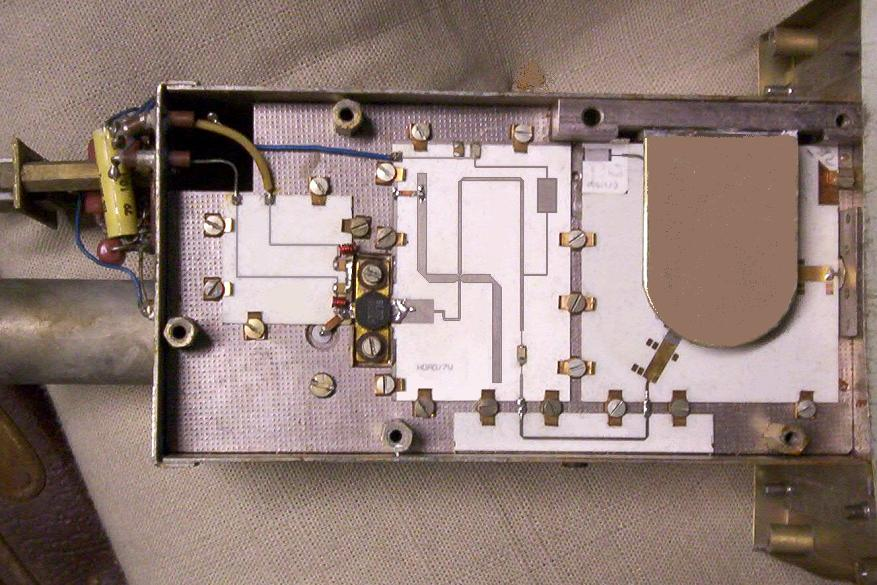
HF-Baugruppe (Verstärker) mit Streifenleiter-Strukturen (u. a. zur Impedanzanpassung, als Bandpass, Bandsperre, Tiefpass); rechts unter der Blechlasche befindet sich ein Zirkulator

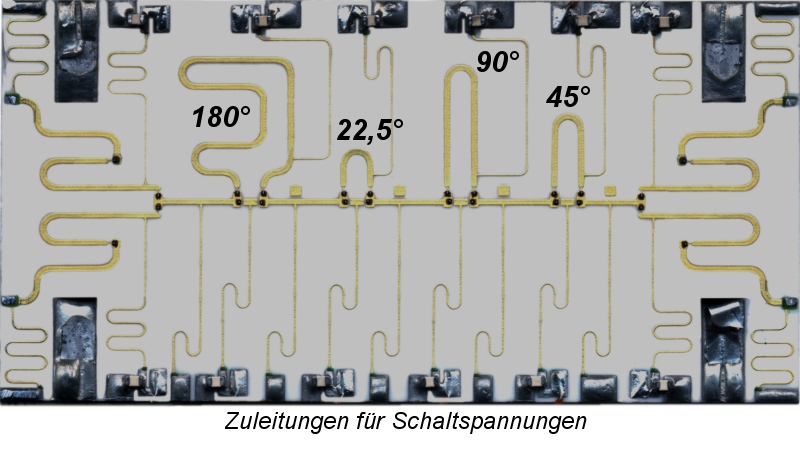
Streifenleitungen als umschaltbare Phasenschieber beziehungsweise Verzögerungsleitungen (Radartechnik)

Als Streifenleitung (englisch microstrip) wird eine bestimmte Klasse elektrischer Wellenleiter bezeichnet. Allen Streifenleitungen gemeinsam ist, dass sie aus einem oder mehreren dünnen, leitfähigen Streifen bestehen, die auf einem Dielektrikum aufgebracht sind. Streifenleiterstrukturen können z. B. aus in einer Ebene angeordneten Leitungsstreifen bestehen. Oft sind sie isoliert in oder über einer metallischen Fläche angeordnet.
Einsatzgebiet ist die Hochfrequenztechnik und dort vor allem der Bereich der Mikrowellen – mit Streifenleitungen lassen sich kostengünstig und reproduzierbar definierte Impedanzen in Schaltungen zur Fortleitung, Kopplung und Filterung hoher Signalfrequenzen herstellen.
Auch die Speisung und die Strahlerelemente von Antennen können als Streifenleiter ausgebildet sein.

## Synonyme und Abgrenzung gegen andere Begriffe
- Das englische Wort Microstrip bezeichnet die Anordnung auf der Oberfläche einer isolierenden Platte (Leiterplatte oder Keramik).
- Das englische Stripline wird für die symmetrische Streifenleitung verwendet. Eine offset stripline ist eine solche Streifenleitung mit unterschiedlichen Abständen zu den Masseflächen.[1]
- Die Koplanarleitung (coplanar waveguide) ist nach dieser Begrifflichkeit ein microstrip, „eingerahmt“ in eine groundplane, also eine Massefläche in gleicher Ebene.

Der Begriff Mikrostreifenleitung ist der weitaus häufigste und oft für alle Bauformen gebraucht. Deshalb ist eine Trennung der Begriffe anhand des englischen Sprachgebrauchs angebracht.
Die Beschreibung der Bauformen lässt vermuten, dass es sich allgemein bei gedruckten Schaltungen (Leiterplatten) um Streifenleitungen handelt. Vom Aufbau gleichen Leiterbahnen grundsätzlich Streifenleitungen, sind jedoch nicht zwingend als Wellenleiter dimensioniert und betrieben. Parameter, die bei Streifenleitungen entscheidend sind (Impedanz, Verlustfaktor, Wellenausbreitungsgeschwindigkeit, Dispersion, Abstrahlung), müssen bei Leiterbahnen bei schnellen Schaltvorgängen < 1 ns unbedingt beachtet werden. Die Frequenz spielt hierbei nur eine untergeordnete Rolle.

## Eigenschaften als Wellenleiter
Streifenleitungen sind so dimensioniert, dass sich in der Regel nur Quasi-TEM-Wellen ausbreiten können. Diese lassen sich mit einigen Vereinfachungen nahezu wie TEM-Wellen betrachten: Sowohl die elektrischen als auch die magnetischen Felder verlaufen fast ausschließlich senkrecht zur Ausbreitungsrichtung, wie es auch in Koaxialleitungen oder Zweidrahtleitungen der Fall ist. Bedingung dafür ist, dass die Quer-Abmessungen der Leitungen klein gegenüber der Wellenlänge sind. Streifenleitungen werden nur für kurze Entfernungen innerhalb von Baugruppen eingesetzt.
Der Vorteil von Streifenleitungen besteht darin, dass sie sich preiswert, reproduzierbar und materialsparend fertigen lassen. Das ist besonders bei komplexen Schaltungen von Bedeutung, in denen auch weitere, aus Streifenleitungen bestehende Bauelemente vorkommen.
Ein weiterer Vorteil liegt in der geringen Feldausbreitung außerhalb der planaren Struktur, weshalb nur eine geringe Abstrahlung von Wellen in den Raum auftritt. Daher können in Streifenleitertechnik gefertigte Hochfrequenzschaltungen oft auch ohne allseitig geschlossenes Gehäuse bzw. ohne einzelne, getrennte Kammern betrieben werden.

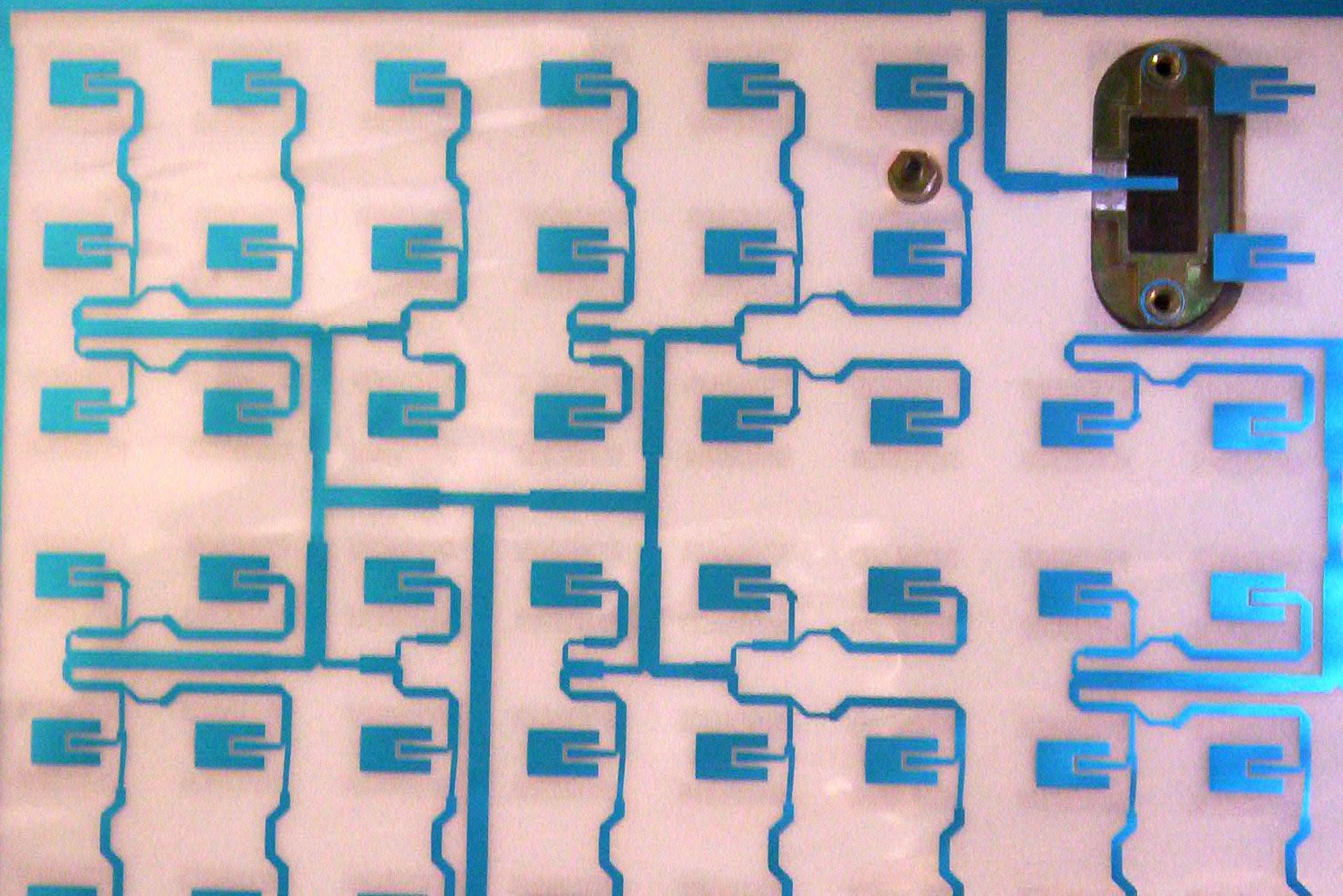
Durch Streifenleiter gespeiste Strahlerelemente (Rechtecke) einer Panelantenne; Die Streifenleiter haben definierte Breiten und Längen zur Impedanz- und Laufzeitanpassung

Die Wellenimpedanz einer Streifenleitung wird durch ihre Breite sowie durch die Dicke und die Dielektrizitätszahl des Isolatorsubstrates festgelegt. Da die letzten beiden Größen in der Regel konstant sind, wird die Berechnung und Simulation von Streifenleiterschaltungen erleichtert. Ein Berechnungstool findet sich in.
Streifenleiterstrukturen werden außer für die Verarbeitung von Hochfrequenzsignalen auch in bzw. als Antennen eingesetzt. Dabei bilden sie oft auf einem gemeinsamen Substrat sowohl die speisenden und anpassenden Komponenten als auch die strahlenden Elemente selbst. Beispiele sind die Patchantenne, die Spiralantenne, die Panelantenne und auch Dipolantennen. Alle diese Antennen können komplett aus planaren Streifenleiterstrukturen gefertigt werden. Auch Wendelantennen werden häufig aus Streifenleitern gefertigt, hier sind sie jedoch um einen Zylinder oder Kegel gewunden. In allen diesen Fällen werden die Phasenlagen und Impedanzen der leitungsgebundenen Wellen durch Variation von Länge und Breite der Streifenleitungen dazu gebracht, dass sich deren Felder so überlagern, dass eine (oft gerichtete) Abstrahlung als Funkwellen stattfindet.

## Bauformen
Es existiert eine Vielzahl an Bauformen, die unter Umständen auch kombiniert eingesetzt werden können.
Dazu gehören:
- Mikrostreifenleitung
- Symmetrische Streifenleitung
- Koplanarleitung, symmetrisch oder unsymmetrisch
- Doppelbandleitung
- Ungeschirmte Schlitzleitungen (Bestandteil z. B. der Vivaldi-Antenne)
- Geschirmte, d. h. in einen Hohlleiter eingebaute Schlitzleitungen, genannt Finline (auch „Finleitung“ oder „Finnleitung“):[3]
  - unilaterale Finline
  - bilaterale Finline
  - antipodale Finline

### Mikrostreifenleitung

Schnitt durch eine Mikrostreifenleitung. Der Leiter (A) ist von der Massefläche (D) durch das Substrat (C) getrennt. Das obere Dielektrikum (B) ist Luft.

Als Mikrostreifenleitungen werden Streifenleitungen bezeichnet, die aus einem leitfähigen Streifen bestehen, der durch ein dielektrisches Substrat von einer leitfähigen Fläche getrennt sind. Sie werden meist für Transport und Verarbeitung elektromagnetischer Wellen im Bereich zwischen einigen hundert Megahertz und etwa 20 Gigahertz eingesetzt.
Eine Mikrostreifenleitung besteht aus einem nicht leitenden Substrat (Leiterplatte), das auf der Unterseite vollständig metallisiert ist (Massefläche). Auf der Oberseite ist ein Leiter in Form eines Streifens (Leiterbahn), also mit definierter Querschnittsfläche, angeordnet. Dieser Streifen wird gewöhnlich durch Bearbeitung der oberen Metallisierung durch Ätzen oder Fräsen angefertigt.
Als Substrat dienen verschiedene Dielektrika. Sehr häufig eingesetzt wird glasfaserverstärktes PTFE (RT/Duroid). Für höhere Ansprüche wird Aluminiumoxid neben anderen keramischen Materialien verwendet. Das in der normalen Platinen-Herstellung übliche FR4 (glasfaserverstärktes Epoxidharz) ist bei Frequenzen oberhalb einiger GHz in der Regel ungeeignet, da dessen Verlustwinkel zu groß ist.
Das Signal breitet sich zum einen im Zwischenraum zwischen Streifenleiter und Massefläche aus. Zum anderen treten die Feldlinien auch in den freien Raum über dem Streifenleiter ein, der in der Regel mit Luft gefüllt ist. Man muss daher von einem inhomogenen Dielektrikum sprechen.
Ist der Streifenleiter unterbrochen, kann das Signal die Lücke unter bestimmten Bedingungen überspringen und sich danach weiter ausbreiten.

#### Leitungswellenwiderstand

Dreidimensionale Ansicht eines Streifenleitungs-Ausschnitts. Das obere Dielektrikum ist Luft. Die Variablen sind in der Formel von H. Wheeler erläutert. Weitere Angaben:
elektrische Feldkonstante,
Länge der Streifenleitung.

Für Mikrostreifenleitungen auf Leiterplatten lässt sich für bestimmte Fälle eine exakte Lösung für den Leitungswellenwiderstand (charakteristische Impedanz) angeben, wobei die allgemeinste Form von H. Wheeler 1965 in folgender Form abgeleitet wurde:
{\displaystyle Z_{\text{Leitung}}={\frac {Z_{0}}{2\pi {\sqrt {2(1+\varepsilon _{r})}}}}\ln \left(1+{\frac {4h}{w_{\text{eff}}}}\left({\frac {14+{\frac {8}{\varepsilon _{r}}}}{11}}{\frac {4h}{w_{\text{eff}}}}+{\sqrt {\left({\frac {14+{\frac {8}{\varepsilon _{r}}}}{11}}{\frac {4h}{w_{\text{eff}}}}\right)^{2}+\pi ^{2}{\frac {1+{\frac {1}{\varepsilon _{r}}}}{2}}}}\,\right)\right)}
weff ist die effektive Breite der Leitung inklusive eines Korrekturfaktors für die Dicke der Metallisierung. Diese effektive Breite ist gegeben durch folgende Gleichung:
{\displaystyle w_{\text{eff}}=w+t{\frac {1+{\frac {1}{\varepsilon _{r}}}}{2\pi }}\ln \left({\frac {4e}{\sqrt {\left({\frac {t}{h}}\right)^{2}+\left({\frac {1}{\pi }}{\frac {1}{{\frac {w}{t}}+{\frac {11}{10}}}}\right)^{2}}}}\right)}
Da ein Teil des elektrischen Feldes nicht im Dielektrikum der Leiterplatte verläuft, ergibt sich auch eine Abhängigkeit von der Leiterplattengeometrie. Dies wird ausgedrückt durch die effektive Permittivitätszahl, zur Ermittlung der physikalischen Länge der Leitung:
{\displaystyle \varepsilon _{re}={\frac {\varepsilon _{r}+1}{2}}+{\frac {\varepsilon _{r}-1}{2}}\cdot \left(1+10\cdot {\frac {h}{w}}\right)^{-0{,}555}}
mit
{\displaystyle Z_{0}} dem Freiraumwellenwiderstand ({\displaystyle \approx 376{,}73~\Omega }),
{\displaystyle \varepsilon _{re}} die effektive Permittivitätszahl,
{\displaystyle \varepsilon _{r}} der Permittivitätszahl des Substrats,
{\displaystyle w} der Breite der Mikrostreifenleitung,
{\displaystyle h} der Dicke des Substrats,
{\displaystyle t} der Dicke der Metallisierung und
{\displaystyle e} der Eulerschen Zahl (nicht etwa der Elementarladung)
Obige Gleichung für den Leitungswellenwiderstand liefert unter folgenden Bedingungen asymptotisch exakte Werte:
1. w ≫ h, bei beliebigen εr
2. w ≪ h und εr = 1
3. w ≪ h und εr ≫ 1

Für alle anderen Fälle ist das Gleichheitszeichen in obiger Gleichung durch ein ≈ zu ersetzen und der Fehler der Näherung ist meist kleiner 1 % und garantiert kleiner 2 %.
Darüber hinaus existieren in der Literatur noch eine Reihe weiterer, meist einfacherer Näherungsgleichungen mit eingeschränkten Gültigkeitsbereichen für den Leitungswellenwiderstand von Mikrostreifenleitungen.

### Eingebettete Streifenleitung

Querschnitt einer unsymmetrisch eingebetteten Leitung (offset stripline) A; B, D – Masseflächen; C – Dielektrikum

Im Gegensatz zur Mikrostreifenleitung ist der Leiterstreifen bei der symmetrischen Streifenleitung (englisch stripline) oben wie unten von einem gleich dicken Dielektrikum bedeckt und verläuft parallel zu zwei leitfähigen Schichten (Masse), die auf den Dielektrika aufgebracht sind. Da die elektrischen Feldlinien durch die vollständige Bedeckung mit leitfähigem Material oben und unten nicht in den freien Raum treten können, liegt ein homogenes Dielektrikum vor, was die Dispersion verringert. Die Wellenausbreitungsgeschwindigkeit ist geringer als bei den anderen Bauformen.
Symmetrische Streifenleitungen sind wegen der höheren Anzahl an Schichten schwieriger zu fertigen u. a. da für Multilayer-Leiterplatten nur eingeschränkt gute Dielektrika zur Verfügung stehen.
Ist der Abstand zu beiden Masseflächen unterschiedlich, spricht man im Englischen von einer offset stripline.

### Koplanarleitung

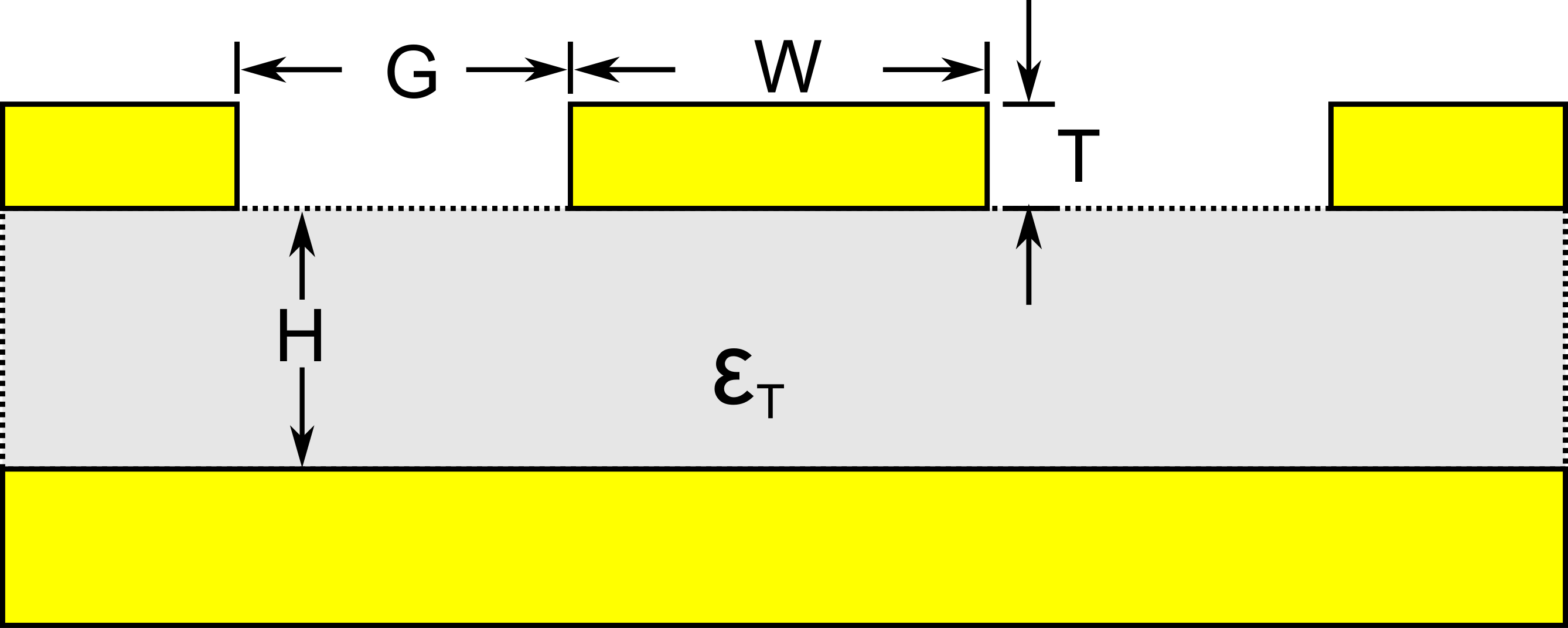
Querschnitt einer Koplanarleitung

Als Koplanarleitungen werden Streifenleiter bezeichnet, die sich in derselben Ebene befinden wie eine mit Masse verbundene metallisierte Fläche (siehe Bild) und von dieser nur durch eine Lücke G getrennt sind. Alle leitfähigen Schichten liegen auf einer Seite eines durchgehenden Dielektrikums der Dicke H auf. Unter dem Substrat befindet sich Luft oder eine Massefläche. Über der Schaltung befindet sich bestenfalls ein dünner Decklack, sodass elektrische Feldlinien in die Luft treten, weshalb das dielektrische Medium inhomogen ist.
Die obere, von Leitungen unterbrochene, sowie die untere, geschlossene Masseebene sind durch Durchkontaktierungen verbunden. So lassen sich Schaltungen herstellen, bei denen nur geringe Wechselwirkungen zwischen den Leiterstrukturen sowie zur Umgebung auftreten.

## Bauelemente in Streifenleiterschaltungen

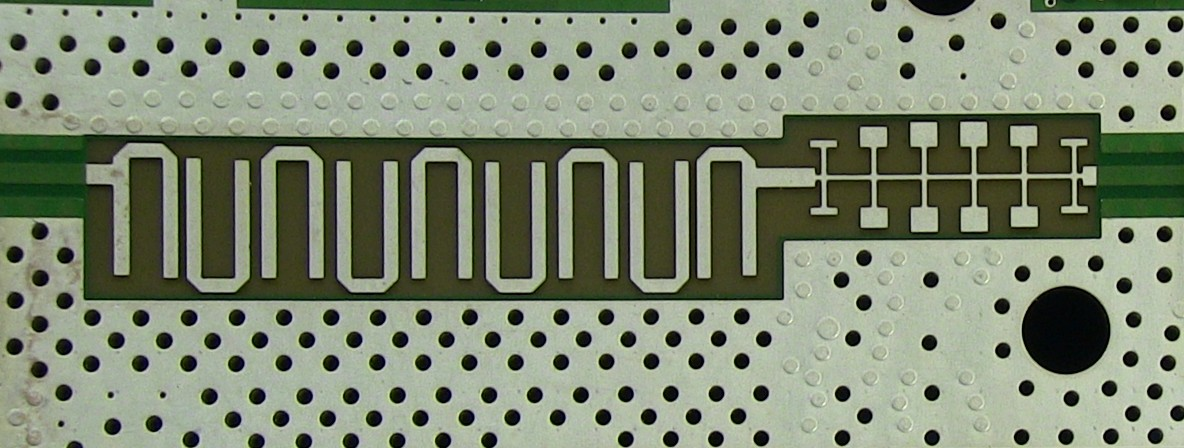
Filter in Streifenleiter-Technik: Links Bandpassfilter, rechts Tiefpassfilter

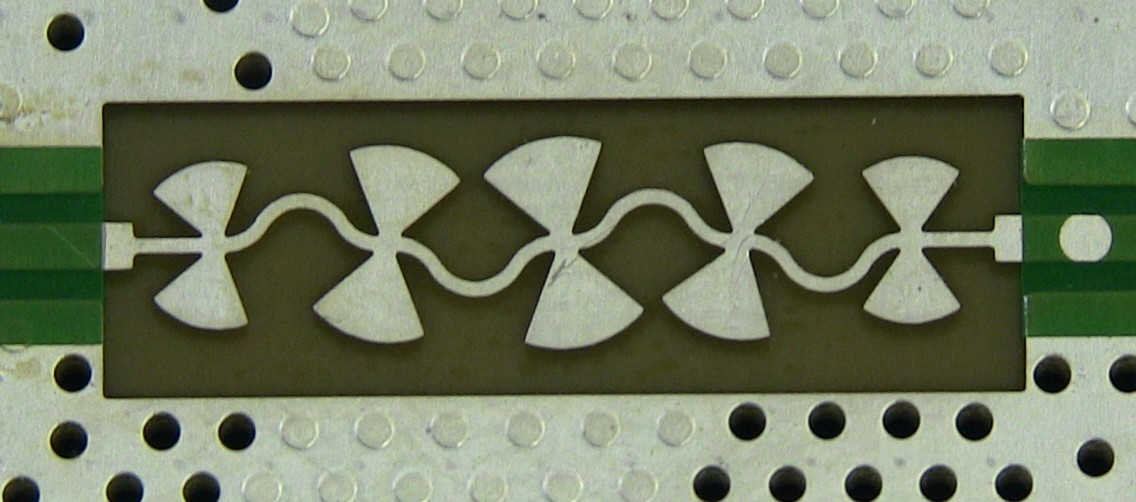
Tiefpassfilter (oder)

Einfache Bauelemente wie Kondensatoren und Induktivitäten lassen sich direkt durch besonders dimensionierte Streifen erzeugen. So haben lange, dünne Leiter eine induktive, dagegen breite, kurze eine kapazitive Wirkung. Neben diesen klassischen Bauelementen lassen sich noch weitere für die Hochfrequenztechnik typische Bauelemente direkt mit Streifen realisieren.
Dazu gehören:
- Sumpf (reflexionsfreier Abschluss)
- Impedanzanpassung, induktive oder kapazitive Kopplung
- Reflektor, Reihenschwingkreis, Parallelschwingkreis

Aus diesen Grundelementen lassen sich komplexere Funktionseinheiten herstellen:
- Richtkoppler
- Leistungsteiler
- Filter (Bandpass, Bandsperre, Hochpass, Tiefpass)
- Frequenzweichen
- Übertrager zur Aus- und Einkopplung, Potentialtrennung, Impedanz- oder Symmetrieanpassung

Diskrete Bauelemente, wie sie auf normalen Platinen verwendet werden, können auch auf eine Mikrostreifenleiterschaltung gelötet werden, wenn man ihre Abmessungen und gegenseitige Beeinflussung berücksichtigt. Besonders geeignet sind SMD-Bauteile. Teilweise werden auch SMD-Bauformen speziell für diesen Fall gestaltet. Das ist besonders bei aktiven Elementen wie Transistoren oder Dioden der Fall.